# 9 (мультфильм, 2005)
«9» — фантастический короткометражный компьютерный анимационный фильм режиссёра Шейна Экера в жанре, определяемом критиками, как ститчпанк, впервые представленный в 2005 году. Мультфильм послужил основой для полнометражного фильма «9», который в России вышел на экраны 9 сентября 2009 года (мировая премьера 19 августа 2009 года).

## Сюжет
В постапокалиптическом мире в разрушенной параллельной вселенной последние представители «живых» тряпичных кукол борются за выживание с разумными механическими животными, которые охотятся на кукол и похищают их «души» с помощью таинственного артефакта. Главный герой по имени «9» освобождает «души» погибших соплеменников, убивая одного из животных и завладев его артефактом. Куклы между собой общаются жестами, так как не умеют говорить.

## Команда
- Режиссёр, сценарист, аниматор — Шейн Экер
- Музыка — Earganic
- Sound design — David Steinwedel
- Sound development — Mike Bauer, Cricket Meyers, Lonny Zion, Foley Mixer, Dan Finley

## Награды и номинации
Награды
- Student Academy Awards (англ.) — Золотая награда за лучшую анимацию.
- SIGGRAPH — Best of Show[2]
- Animex (англ.) — Первый приз, за 3D анимацию персонажей
- Academy of Television Arts & Sciences (англ.) — Первый приз, «Нетрадиционная анимация»
- Florida Film Festival, Newport Beach Film Festival — Лучший короткометражный мультфильм

Номинировался
- 2006 — Премия Оскар за лучший короткометражный фильм, была вручена фильму «The Moon and the Son: An Imagined Conversation»

## Интересные факты
- По признанию автора, дизайн фильма навеян работами Яна Шванкмаера, братьев Куэй и творчеством братьев Лауэнштайн (Кристоф и Вольфганг Лауэнштайн)[3]
- На производство фильма ушло четыре с половиной года. Шейн Экер создавал его на своём домашнем компьютере в свободное от работы время[4]
- При создании фильма Шейн Экер использовал Maya 1.5-5.5 для рендеринга, Adobe Photoshop для изготовления текстур, Adobe After Effects для композиции и Adobe Premiere для монтажа.
- В одном из эпизодов герои мультфильма вывинчивают лампочку из найденного на свалке настольного светильника, который напоминает светильник «Luxo», используемый в заставке анимационной студии «Pixar».